# Miroslav Havel
Miroslav Havel (eigentlich Miroslav Košťál; * 7. November 1881 in Teplitz; † 8. Juli 1958 in Prag) war ein tschechischer Schachkomponist.

## Leben
Havel lebte ab 1884 in Prag. Dort studierte er an der technischen Hochschule. Von 1906 an war er bei den Österreichischen Staatsbahnen tätig und nach Gründung der Tschechoslowakei für deren Eisenbahnministerium.

## Schachkomposition
Nach der Veröffentlichung seiner ersten Aufgabe am 1. Mai 1898 begann er bald, sich einen Ruf als führender Vertreter der böhmischen Schachkompositionsschule zu machen. Obwohl in Böhmen und Mähren viele junge Komponisten aufstrebten, galten Havels Werke als Übergang zu einer neuen Ära der böhmischen Schule.
|   | a | b | c | d | e | f | g | h |   |
| 8 |   |   |   |   |   |   |   |   | 8 |
| 7 |   |   |   |   |   |   |   |   | 7 |
| 6 |   |   |   |   |   |   |   |   | 6 |
| 5 |   |   |   |   |   |   |   |   | 5 |
| 4 |   |   |   |   |   |   |   |   | 4 |
| 3 |   |   |   |   |   |   |   |   | 3 |
| 2 |   |   |   |   |   |   |   |   | 2 |
| 1 |   |   |   |   |   |   |   |   | 1 |
|   | a | b | c | d | e | f | g | h |   |

Lösung:
1. Kg2 Sf2 2. Dh2+ Sh3 3. Kf3 Kh4 4. Ke4 Kh5 5. Kf5 Kh4 6. Kf6 Kh5 7. Kg7 Kh4 8. Kh8 Kh5 9. Tg8 Kh4,Kh6 10. Le7(+) Kh5 11. De2+ Kh6 12. Lg5+ Sxg5 13. Sf7+ Sxf7! matt

1. … Sg3 2. Df3+ Kh4 3. Df6+ Kh5 4. Tg5+ Kh4 5. Dh6+ Sh5 6. Kh1 Kh3 7. Tg1 oder Sd3 Kh4 8. Sd3,Tg1 Kh3 9. De6+ Kh4 10. Le7+ Sf6 11. De2 Kh3 12. Dg4+ Sxg4 13. Sf2+ Sxf2 matt

Zwar haben Analysen einige Duale in der zweiten Variante ans Licht gebracht, doch lässt das großartig angelegte Echo in der Mattführung diesen Umstand schnell vergessen.
Ein Hauptmerkmal von Havels Kompositionen war die Vermeidung des Einsatzes weißer Bauern. František Dedrle lobte 1922 im Vorwort zu Bohemian Garnets die häufige Verwendung des Echos in Havels Werken, entweder als Kombinationen oder Mattstellungen. Dabei stellte Havel, laut Dedrle, die Reinheit der Mattbilder nicht vor die Echo-Idee. Da, so Dedrles Interpretation, auch Opfer nur der Vernichtung überflüssigen Materials dienten, vermied Havel deren Einsatz, wenn sie nicht einen wichtigen Bestandteil der Gesamtidee bildeten.
Havel war auch publizistisch aktiv. Lange Zeit redigierte er die Rubrik für Schachkomposition in Československý šach. Er war Redakteur der Schachspalten verschiedener Tageszeitungen, u. a. Čas (vom 19. Juni 1920 bis zum Einstellen der Zeitschrift 1923), Národní osvobození, Slovenský národ und Les Parallèles 50. Auch als Löser von Schachaufgaben trat er in Erscheinung.
Über fünfzig Jahre nach seinem Tod wurde er 2012 zum Großmeister für Schachkomposition ernannt.